# Roperua crypsichlora
Roperua crypsichlora är en fjärilsart som beskrevs av Turner 1931. Roperua crypsichlora ingår i släktet Roperua och familjen nattflyn. Inga underarter finns listade.